# Tschanigraben
Tschanigraben (en húngaro: Sándorhegy) es una ciudad localizada en el Distrito de Güssing, estado de Burgenland, Austria.
- Datos: Q856379
- Multimedia: Tschanigraben / Q856379

1. ↑  Worldpostalcodes.org, código postal n.º 7540.